# John Glascock
John Glascock (2 mai 1951 - 17 novembre 1979) est un bassiste et chanteur britannique, surtout connu pour avoir été le bassiste et chanteur occasionnel du groupe de rock Carmen de 1972 à 1975, ainsi que le bassiste du groupe de rock progressif Jethro Tull de 1976 jusqu'à sa mort en 1979, à l'âge de 28 ans, des suites d'une malformation valvulaire cardiaque congénitale, aggravée par une infection causée par un abcès dentaire.
Dans une interview de Guitar Player en septembre 1978, Ritchie Blackmore déclare à son sujet :  « John Glascock est un brillant bassiste, le meilleur de l'industrie du rock. »

## Début de carrière
Le premier groupe avec lequel John Glascock joue est The Juniors (1962–1964). Il joue ensuite avec The Gods (début 1965 - juin 1967, septembre 1967 - février 1969), où, avec les futurs membres d'Uriah Heep, Ken Hensley et Lee Kerslake, il enregistre l'album Genesis. Après avoir brièvement joué avec Head Machine (1970), il rejoint Toe Fat (juin 1969 - décembre 1970), à nouveau avec Hensley et Kerslake. Avec Chicken Shack (janvier 1971 - mars 1972), Glascock n'enregistre que l'album Imagination Lady. Son frère Brian Glascock joue également de la batterie dans Toe Fat.

## Carmen
En 1973, il rejoint le groupe Carmen. Avec lui, John Glascock joue de la guitare basse, chante dans les chœurs, joue parfois des synthétiseurs, et assure même le chant sur quelques chansons comme The City, Dancing On a Cold Wind (chant en duo avec David Allen) et The Horseman (chant avec tous les membres du groupe), extraits de l'album Dancing on a Cold Wind (1974 ). Il chante également sur le morceau High Time de l'album The Gypsies (1975).
Les lignes de basse de Glascock dans Carmen sont souvent techniques et inhabituelles. Ils sont la clé du son unique du groupe. Contrairement à son travail dans Jethro Tull, Glascock utilise des effets sonores dans Carmen, telle une pédale de fuzz dans la chanson Viva Mi Sevilla. Glascock n'est crédité qu'une seule fois comme auteur sur le premier album enregistré par Carmen, Fandangos in Space (1973) : sur la courte chanson Retirando dont il partage l'écriture avec le reste du groupe.
Son écriture se développe considérablement au moment du deuxième album, Dancing on a Cold Wind (1974). Sur cet album, il est crédité pour trois chansons, Viva Mi Sevilla (qu'il partage avec le reste du groupe), Purple Flowers (qu'il partage avec Roberto Amaral) et Remembrances (qu'il partage avec le reste du groupe).
Son écriture atteint son paroxysme au moment du troisième et dernier album de Carmen, The Gypsies (1975). Sur cet album, il écrit seul High Time et y assure le chant principal.. Le reste du groupe et lui partagent également la composition du morceau instrumental Margarita.

## Jethro Tull
Glascock rejoint Jethro Tull en 1976, après avoir rencontré Ian Anderson lorsque Carmen jouait en première partie de Jethro Tull lors de plusieurs dates de leur tournée War Child. Martin Barre déclarera dans le documentaire Classic Artists Series, que l'amour de Glascock pour le groupe était unique : être fan de Jethro Tull et jouer dans le groupe. Il jouera sur les albums de Jethro Tull Too Old to Rock 'n' Roll: Too Young to Die! (1976), Songs from the Wood (1977), Heavy Horses (1978), Bursting Out (1978), et sur trois titres de Stormwatch (1979). Dans Jethro Tull, il ne participe pas à l'écriture mais assure les chœurs et devient le premier chanteur d'harmonie de Jethro Tull. 
Glascock remplace l'ami de longue date de Ian Anderson, le bassiste Jeffrey Hammond. Il joue également de la guitare électrique sur scène lorsque les arrangements d'Anderson l'exigent, comme par exemple dans les performances de Skating Away on the Thin Ice of the New Day de l'album live Bursting Out, alors que le reste du groupe joue du xylophone,du glockenspiel et des percussions.
Les problèmes de santé de Glascock deviennent sérieux lorsqu'il n'est pas en mesure de terminer l'étape américaine de la tournée Heavy Horses, manquant la diffusion simultanée transatlantique du concert au Madison Square Garden . Il joue son dernier concert le 1er mai 1979, à San Antonio, au Texas, trois ans jour pour jour après son premier concert avec Jethro Tull. Malgré le diagnostic de lésions valvulaires cardiaques causées par une infection, il continue son mode de vie précédent, qui implique une forte consommation d'alcool, de la marijuana et des fêtes sauvages. Sa santé continue à se détériorer. Ian Anderson lui donne plusieurs avertissements avant de finalement le licencier avec indemnités lors de la production de Stormwatch (1979), complétant lui-même la plupart des parties de basse. Au cours de la tournée promotionnelle suivante avec le bassiste de remplacement Dave Pegg, Anderson apprend la mort de Glascock et doit annoncer la nouvelle au reste du groupe. L'ami proche de Glascock, le batteur Barriemore Barlow, est dévasté et quittera le groupe à la fin de la tournée. 
La dislocation qui en a résulte, la vision artistique personnelle de Ian Anderson et une décision du label, entraînent une refonte complète du groupe, ne laissant que Anderson et Martin Barre comme membres à part entière, bien que le remplaçant de Glascock à la basse (Dave Pegg) soit retenu par le groupe pour l'album suivant en 1980 et restera avec le groupe jusqu'en 1995.

## Vie privée
John Glascock a eu une relation avec Angela Allen, alors qu'il était comme elle membre du groupe Carmen, et quelque temps après. Glascock est par ailleurs très apprécié de ses camarades de Jethro Tull et a une relation particulièrement étroite avec Barriemore Barlow qui payera les funérailles de Glascock, mort démuni, car ayant conclu ce que Barlow considère comme un «contrat terrible» avec Ian Anderson - l'une des raisons du départ de Barlow.

## Équipement
Au sein de Carmen, existent des photos et des vidéos de John Glascock avec une Rickenbacker 4001 ainsi qu'une Gibson EB3. Il utilise également des pédales de distorsion et de wah-wah sur l'album Dancing on a Cold Wind. Dans Jethro Tull, John Glascock utilise généralement des basses Fender Precision et des basses Music Man StingRay . Lorsqu'il a besoin d'utiliser une basse acoustique, il utilise une Yamaha Acoustic. Pour l'amplification, il emploie des caissons de basse Martin, des amplis Crown, des préamplis Martin et des préamplis acoustiques.

## Discographie

### The Gods
- Genesis (1968)
- To Samuel A Son (1969)

### Head Machine
- Orgasm (1970)

### Chicken Shack
- Imagination Lady (1972)

### Carmen
- Fandangos In Space (1973)
- Dancing on a Cold Wind (1974)
- The Gypsies (1975)

### Maddy Prior
- Woman in the Wings (1978)

### Richard Digance
- Commercial Road (1979)

### Jethro Tull
- Too Old to Rock 'n' Roll: Too Young to Die! (1976)
- Songs from the Wood (1977)
- Heavy Horses (1978)
- Bursting Out (Live album, 1978)
- Stormwatch (1979)